# خان قورت بك
خان قورت بك أحد خانات حلب في سوريا، ويقع في سويقة علي، بناه في مطلع القرن السادس عشر الميلادي قورت بك خسرو باشا، باني المدرسة الخسروية .